# Fasciolariidae
Fasciolariidae (nomeados, em inglês, horse conchs, tulip shells, spindle shells ou latirus -pl.; também chamadas fasciolarias -pl., em línguas românicas) é uma família de moluscos gastrópodes, marinhos e carnívoros, classificada por John Edward Gray - no texto de 1853ː "On the division of ctenobranchous gasteropodous Mollusca into larger groups and families"; publicado em Annals and Magazine of Natural History. (2) 11: 124–132 - , e pertencem à ordem Neogastropoda da subclasse Caenogastropoda. Sua distribuição geográfica abrange principalmente os oceanos tropicais da Terra, embora algumas espécies sejam adaptadas a ambientes mais frios; em profundidades que vão da zona entremarés, incluindo costões rochosos, até os 500 metros aproximadamente. Por seu registro fóssil há indícios que tenham surgido no período Cretáceo.

## Descrição
A família Fasciolariidae compreende caramujos ou búzios de conchas com tamanhos em sua maioria medianos a muito grandes, atingindo até os 60 centímetros de comprimento (em Triplofusus giganteus, do noroeste do Atlântico), mas normalmente bem menores, entre 2 e 20 centímetros. São fusiformes e com espiral geralmente alta e sem coloração vistosa, na maioria das vezes cobertas por um relevo muito esculpido, geralmente apresentando estrias e saliências arredondadas; em alguns casos lisas e mais vivamente coloridas. Possuem um canal sifonal que vai de pouco destacado, em espécies tropicais e de águas rasas, a muito longo e retilíneo, além de um lábio externo pouco engrossado e uma columela com ou sem pequenas pregas (plicas), em número de uma a quatro, perto da base. Seu opérculo é córneo, ovalado e unguiculado (em forma de unha). Também podem estar revestidos por um perióstraco ou por epibiontes. Animal dotado de pigmentação vermelha.

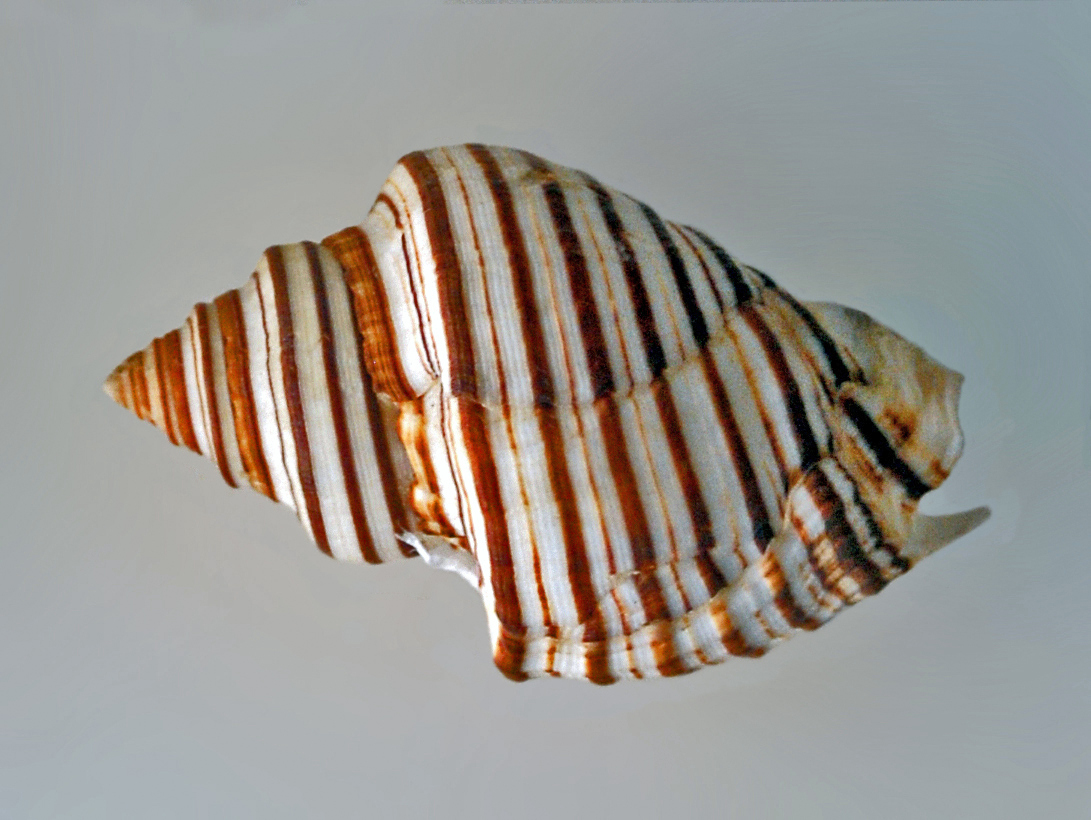
Vista superior da concha do Fasciolariidae nomeado Opeatostoma pseudodon (Burrow, 1815)[18], caracterizada por seu canal sifonal pouco destacado e por uma projeção dentiforme na borda inferior do seu lábio externo.

## Alimentação e reprodução
Os membros desta família se alimentam de vermes marinhos, como os Polychaeta, e de outros moluscos, incluindo Bivalvia e outros gastrópodes e até mesmo praticando o canibalismo. Os sexos são separados (gonocorismo) e suas fêmeas depositam cápsulas cônicas de ovos, em grandes massas.

## Classificação deFasciolariidae

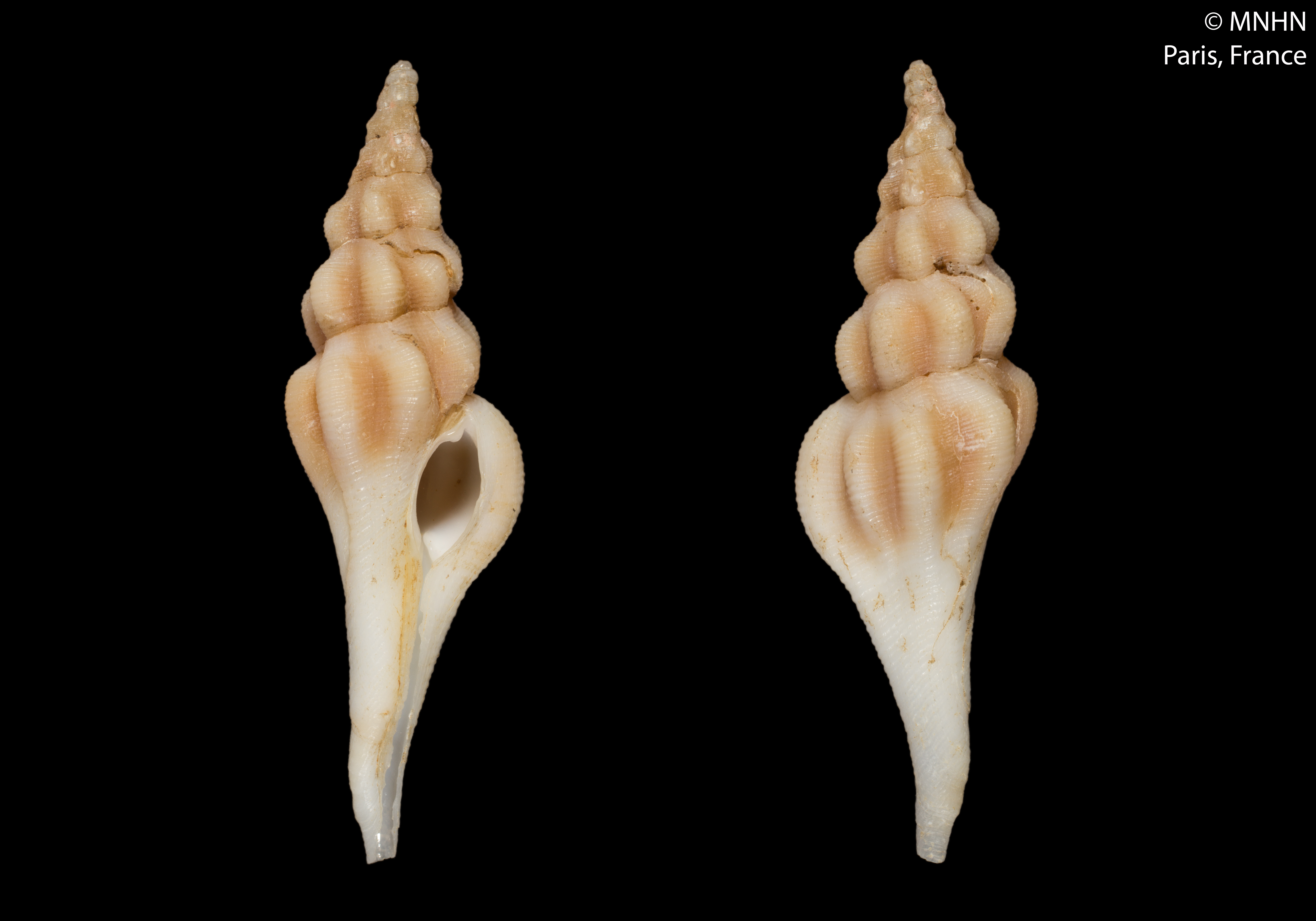
Vista superior e inferior do holótipo de Crassibougia hediae Stahlschmidt & Fraussen, 2012; de um gênero de Fasciolariidae (Crassibougia Stahlschmidt & Fraussen, 2012) ainda não corretamente estabelecido em uma subfamília.
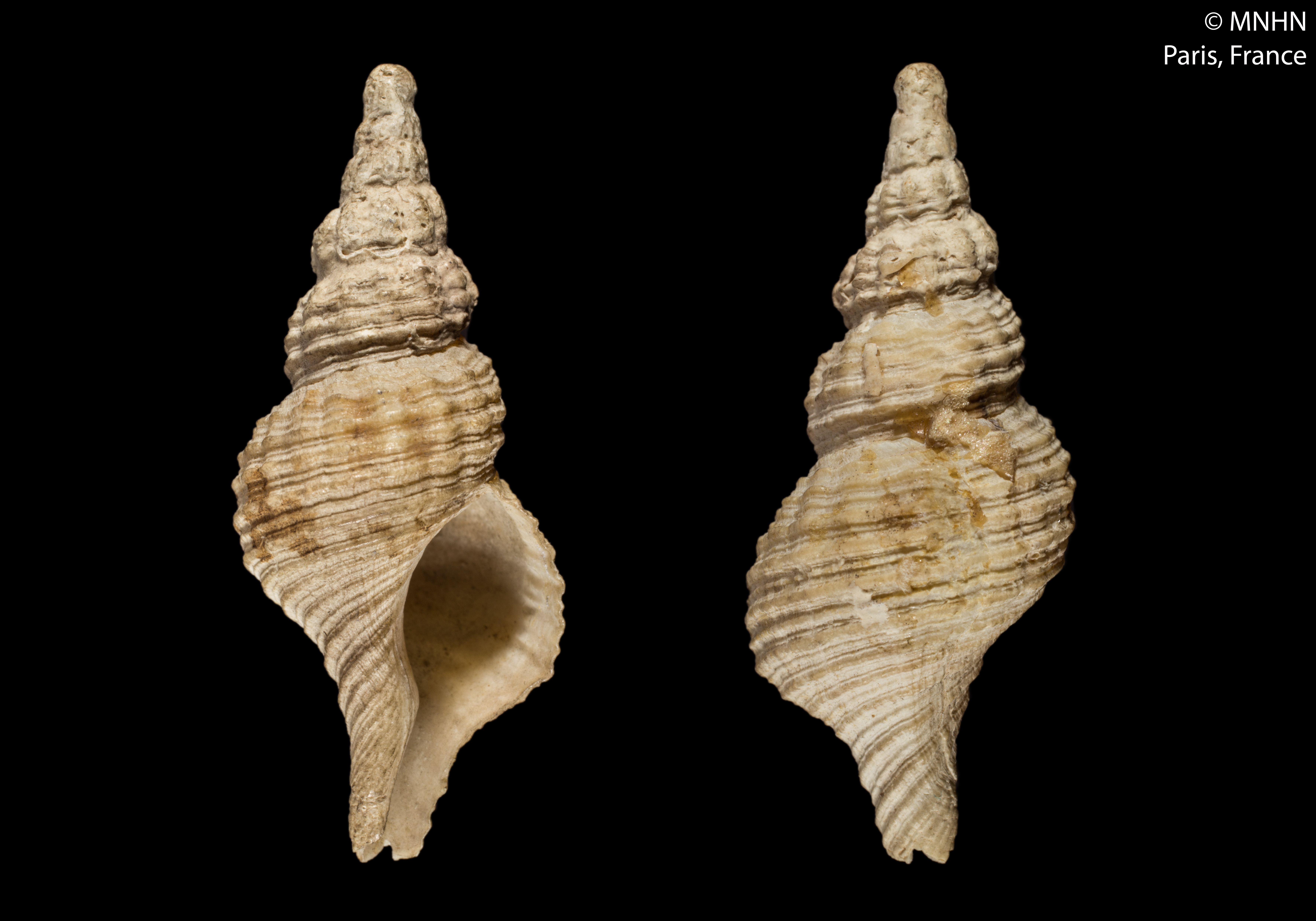
Vista superior e inferior do síntipo de Glaphyrina caudata (Quoy & Gaimard, 1833); de um gênero de Fasciolariidae (Glaphyrina Finlay, 1926) ainda não corretamente estabelecido em uma subfamília.

De acordo com o World Register of Marine Species, incluindo os sinônimos.
Subfamília Fasciolariinae Gray, 1853
Gênero Africolaria Snyder, Vermeij & Lyons, 2012
Gênero Aurantilaria Snyder, Vermeij & Lyons, 2012
Gênero Australaria Snyder, Vermeij & Lyons, 2012
Gênero Cinctura Hollister, 1957
Gênero Fasciolaria Lamarck, 1799 (= Ioeranea Rafinesque, 1815)
Gênero Filifusus Snyder, Vermeij & Lyons, 2012
Gênero Fusilaria Snyder, 2013
Gênero Granolaria Snyder, Vermeij & Lyons, 2012
Gênero Kilburnia Snyder, Vermeij & Lyons, 2012
Gênero Lamellilatirus Lyons & Snyder, 2008
Gênero Latirus Montfort, 1810
Gênero Leucozonia Gray, 1847
Gênero Lugubrilaria Snyder, Vermeij & Lyons, 2012
Gênero Microcolus Cotton & Godfrey, 1932
Gênero Opeatostoma Berry, 1958
Gênero Pleuroploca P. Fischer, 1884
Gênero Polygona Schumacher, 1817
Gênero Triplofusus Olsson & Harbison, 1953
Gênero Turrilatirus Vermeij & M. A. Snyder, 2006
Subfamília Fusininae Wrigley, 1927
Gênero Aegeofusinus Russo, 2017
Gênero Africofusus Vermeij & Snyder, 2018
Gênero Amiantofusus Fraussen, Kantor & Hadorn, 2007
Gênero Angulofusus Fedosov & Kantor, 2012
Gênero Apertifusus Vermeij & Snyder, 2018
Gênero Aptyxis Troschel, 1868
Gênero Araiofusus Callomon & Snyder, 2017
Gênero Ariefusus Vermeij & Snyder, 2018
Gênero Aristofusus Vermeij & Snyder, 2018
Gênero Barbarofusus Grabau & Shimer, 1909
Gênero Callifusus Vermeij & Snyder, 2018
Gênero Chryseofusus Hadorn & Fraussen, 2003
Gênero Cyrtulus Hinds, 1843
Gênero Enigmofusus Vermeij & Snyder, 2018
Gênero Fusinus Rafinesque, 1815 (= Fusus Bruguière, 1789 - homônimo inválido; Sinistralia H. Adams & A. Adams, 1853)
Gênero Goniofusus Vermeij & Snyder, 2018
Gênero Gracilipurpura Jousseaume, 1880 (= Pseudofusus Monterosato, 1884)
Gênero Granulifusus Kuroda & Habe, 1954
Gênero Harasewychia Petuch, 1987
Gênero Harfordia Dall, 1921
Gênero Heilprinia Grabau, 1904
Gênero Hesperaptyxis Snyder & Vermeij, 2016
Gênero Lyonsifusus Vermeij & Snyder, 2018
Gênero Marmorofusus Snyder & Lyons, 2014
Gênero Okutanius Kantor, Fedosov, Snyder & Bouchet, 2018
Gênero Ollaphon Iredale, 1929
Gênero Propefusus Iredale, 1924
Gênero Trophonofusus Kuroda & Habe, 1971
Gênero Vermeijius Kantor, Fedosov, Snyder & Bouchet, 2018
Gênero Viridifusus Snyder, Vermeij & Lyons, 2012
Subfamília Peristerniinae Tryon, 1880
Gênero Benimakia Habe, 1958
Gênero Bullockus Lyons & Snyder, 2008
Gênero Dentifusus Vermeij & Rosenberg, 2003
Gênero Fractolatirus Iredale, 1936
Gênero Fusolatirus Kuroda & Habe, 1971
Gênero Hemipolygona Rovereto, 1899 (= Chascax R. B. Watson, 1873)
Gênero Latirolagena G. F. Harris, 1897
Gênero Latirulus Cossmann, 1889
Gênero Lightbournus Lyons & Snyder, 2008
Gênero Nodolatirus Bouchet & Snyder, 2013
Gênero Nodopelagia Hedley, 1915
Gênero Peristernia Mörch, 1852 (= Ascolatirus Bellardi, 1884)
Gênero Pustulatirus Vermeij & Snyder, 2006
Gênero Tarantinaea Monterosato, 1917
Gênero Taron Hutton, 1882
- Vista superior e inferior do holótipo de Crassibougia hediae Stahlschmidt & Fraussen, 2012; de um gênero de Fasciolariidae (Crassibougia Stahlschmidt & Fraussen, 2012) ainda não corretamente estabelecido em uma subfamília.[7][19]
- Vista superior e inferior do síntipo de Glaphyrina caudata (Quoy & Gaimard, 1833); de um gênero de Fasciolariidae (Glaphyrina Finlay, 1926) ainda não corretamente estabelecido em uma subfamília.[7][20]